# مائورو کوتو
مائورو کوتو (انگلیسی: Mauro Couto؛ زادهٔ ۱۵ نوامبر ۲۰۰۵) بازیکن فوتبال اهل پرتغال است که در حال حاضر برای اسپورتینگ بی در پست هافبک بازی می‌کند.
وی همچنین در تیم‌های ملی فوتبال زیر ۱۸ سال، زیر ۱۹ سال و زیر ۲۰ سال پرتغال بازی کرده است.

## دوران باشگاهی
کوتو محصول آکادمی‌های سته، پنافیل، Dragon Force، پادروئنسه و پاسوس ده فریرا است. او اولین بازی حرفه‌ای و بزرگ‌سالان خود را به عنوان بازیکن تعویضی در باخت ۳–۲ پاسوس ده فریرا مقابل باشگاه فوتبال کاسا پیا در لیگ برتر فوتبال پرتغال در تاریخ ۱۱ سپتامبر ۲۰۲۲ انجام داد. در ۳۱ ژانویه ۲۰۲۳، اولین قرارداد حرفه‌ای خود را با پاسوس ده فریرا تا سال ۲۰۲۵ امضا کرد. برای فصل ۲۰۲۳–۲۴ به صورت قرضی به اسپورتینگ بی منتقل شد و سپس در ۹ ژانویه ۲۰۲۴ به طور رسمی به اسپورتینگ پیوست.

## دوران ملی
کوتو بازیکن تیم‌های ملی جوانان پرتغال است. در مارس ۲۰۲۳ برای نخستین بار به زیر ۱۸ سال پرتغال دعوت شد تا در چند بازی دوستانه شرکت کند.